# Hochalemannisch

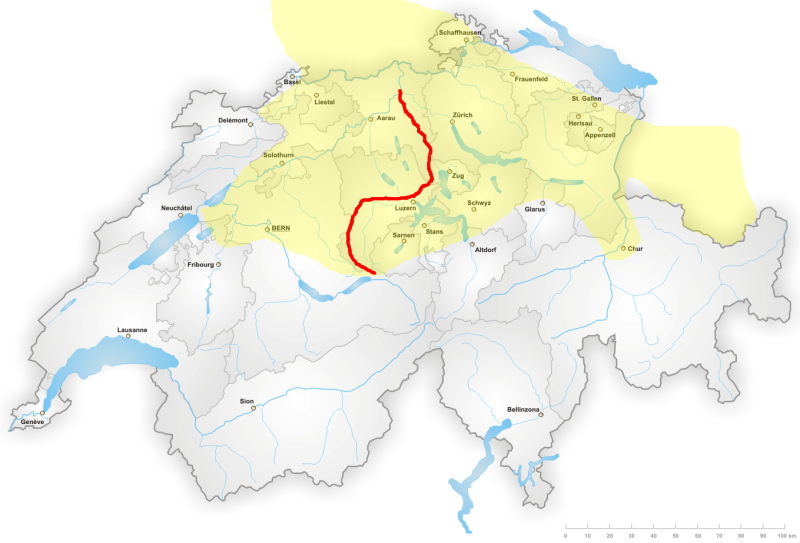
Das Gebiet der hochalemannischen Dialekte. Rot eingezeichnet ist die Brünig-Napf-Reuss-Linie.

Hochalemannisch ist eine oberdeutsche Dialektausformung in großen Teilen der Deutschschweiz, in Liechtenstein, in Teilen Südbadens (südlich von Freiburg), im elsässischen Sundgau und in einigen Gebieten im österreichischen Vorarlberg. Kennzeichnend für das Hochalemannische ist die Verschiebung von germanisch k im Anlaut zu ch: „Kind“ und „Kopf“ entsprechen beispielsweise Hochalemannisch „Chind“ und „Chopf“ (im Osten des Hochalemannischen tritt allerdings auch anlautendes K auf, das romanischer Interferenz zugeschrieben wird). Diese Abgrenzung wird Sundgau-Bodensee-Schranke genannt.

## Gliederung

### Östliches Hochalemannisch
In der Schweiz östlich der Brünig-Napf-Reuss-Linie:
- Ostschweizer Dialekt: Zusammenfassung verschiedener eng verwandter Dialekte in den Kantonen Schaffhausen, Thurgau und beiden Appenzell, in grossen Teilen des Kantons St. Gallen und im Churer Rheintal[1]
- Zürichdeutsch (im Kanton Zürich)
- östliches Aargauerisch (im Kanton Aargau)

Außerhalb der Schweiz liegen in einer Interferenzzone zum Mittelalemannischen bzw. Bodenseealemannischen:
- Liechtensteinisch (in Liechtenstein)
- südliches Vorarlbergerisch (im österreichischen Bundesland Vorarlberg)

#### Hauptmerkmal
Die Verben kennen den Einheitsplural, also eine gemeinsame Endung für alle drei Personen. Diese ist zumeist [-əd̥] oder auch [-ɪd̥], im Südosten hingegen [-ən].

### Übergangsmundarten zwischen östlichem und westlichem Hochalemannisch
- Luzernisch oder Luzerndeutsch (im Kanton Luzern, ohne Hinterland und Entlebuch)
- große Teile des Aargauerischen

Die Mundarten gehören je nach Kriterium teils der östlichen (z. B. verbaler Einheitsplural oder geschlossene Aussprache von /e/ in Bett oder /o:/ in Broot), teils der westlichen (z. B. zweiförmiger Verbalplural oder offene Aussprache von /e/ in Bètt und /o:/ in Bròòt) Gruppe zu.

### Westliches Hochalemannisch
Schweiz westlich der Brünig-Napf-Reuss-Linie
- westliches Aargauerisch (im Kanton Aargau)
- Basellandschäftlerdeutsch (im Kanton Basel-Landschaft)
- Berndeutsch (im Berner Mittelland)
- Fricktalerisch (im Fricktal)
- Solothurnisch (im Kanton Solothurn)

#### Hauptmerkmal
Die Verben kennen zwei Pluralformen [-ə -ət -ə] statt den Einheitsplural.

### Südbadisch
- Südliches Freiburgisch (südlich von Freiburg im Breisgau)
- Markgräflerländisch (im Markgräflerland)
- Südschwarzwälderisch (im Südschwarzwald)

### Sundgauisch
Dieser südlichste der Elsässer Dialekte wird im französischen Sundgau gesprochen.